# Transformada de Berezin
En matemàtiques, específicament, en anàlisi complexa, la transformada de Berezin és un operador integral que actua a funcions definides al disc unitat obert D del pla complex ℂ.
Rep el seu nom del matemàtic soviètic Féliks Aleksàndrovitx Berezin.
Formalment, donada una funció f: D → ℂ, la transformada de Berezin de f és una nova funció Bf: D → ℂ definida, en cada punt z del disc D per l'expressió
{\displaystyle (Bf)(z)=\int _{D}{\frac {(1-|z|^{2})^{2}}{|1-z{\bar {w}}|^{4}}}f(w)\,\mathrm {dA} (w),}
on w denota el conjugat de w i dA és la mesura d'àrea.